# Matossage
Le matossage désigne à l'origine l'équilibrage de la cargaison sur un navire de charge[réf. souhaitée]. Par extension, il désigne le déplacement de matériel sur un voilier afin de le maintenir à plat. Ceci peut avoir plusieurs buts :
- Dans le petit temps, le centrage des poids évite les mouvements superflus et permet de conserver le peu de puissance donné par le vent ;
- Dans du plus gros temps, le centrage des poids limite les mouvements du bateau ;
- En compétition, garder le bateau à plat permet d'augmenter sa puissance.

Si certains matériels sont « interdits de matossage » (comme le matériel de sécurité : mouillage ou feux de détresse), ils sont alors plombés. Il est en revanche possible d'en matosser d'autres plus inattendus, comme le carburant du générateur.